# August Raske
August Raske (* 28. November 1901 in Averfehrden; † 6. August 1994) war ein deutscher Jurist und Richter am Bundesgerichtshof.

## Leben
Raske trat 1929 in den Justizdienst ein. Von 1930 bis 1933 war er wegen eines Studiums der Theologie beurlaubt. Nach Verwendungen als Amts- und Landrichter sowie ab 1936 als Amtsgerichtsrat, leistete er von 1939 bis 1945 Kriegsdienst und geriet in Kriegsgefangenschaft. Zurückgekehrt war er von 1947 bis 1949 Landgerichtsdirektor und von 1949 bis 1950 Landgerichtspräsident am Landgericht Hildesheim. Am 31. Oktober 1950 wurde er zum Richter am Bundesgerichtshof ernannt. Dort gehörte er dem IV. Zivilsenat an, zuletzt als stellvertretender Vorsitzender. Zum 31. Dezember 1967 trat Raske in den Ruhestand ein.